# فرنسيس ماريون كروفورد
فرنسيس ماريون كروفورد (بالإنجليزية: Francis Marion Crawford)‏ (2 أغسطس 1854 في إيطاليا - 9 أبريل 1909، كامبانيا في إيطاليا)؛ كاتب، شاعر وروائي أمريكي.

## روابط خارجية
- فرنسيس ماريون كروفورد على موقع IMDb (الإنجليزية)
- فرنسيس ماريون كروفورد على موقع الموسوعة البريطانية (الإنجليزية)
- فرنسيس ماريون كروفورد على موقع ميوزك برينز (الإنجليزية)
- فرنسيس ماريون كروفورد على موقع قاعدة بيانات برودواي على الإنترنت (الإنجليزية)
- فرنسيس ماريون كروفورد على موقع إن إن دي بي (الإنجليزية)
- فرنسيس ماريون كروفورد على موقع ديسكوغز (الإنجليزية)
- فرنسيس ماريون كروفورد على موقع قاعدة بيانات الفيلم (الإنجليزية)